# Seppo Suoraniemi
Seppo Suoraniemi (* 26. srpna 1951, Oulu) je bývalý finský hokejový obránce. Finsko reprezentoval na ZOH 1980 v Lake Placid a 4× na Mistrovství světa (1974, 1976, 1977 a 1981).